# Фотрие, Жан
Жан Фотрие (фр. Jean Fautrier; 16 мая 1898, Париж — 21 июля 1964, Шатне-Малабри) — французский художник, гравёр и скульптор, один из крупнейших представителей информализма.

## Жизнь и творчество
Внебрачный сын торговца картинами из Лондона, Жан Фотрие провёл своё детство у бабушки, в Ирландии. В 15 лет, после смерти отца и бабушки, переезжает с матерью в Лондон, где в 16 лет поступает в Королевскую академию художеств. В 1917 году призван во французскую армию, был тяжело ранен в грудь. В начале 1920-х годов возвращается в Париж. Первая персональная выставка — в 1927 году, в галерее Бернхайм. С началом мирового кризиса картины художника начинают плохо продаваться, и он до конца 1930-х годов живёт в Италии, в Южном Тироле, где климат благоприятен для его нездоровых лёгких.
После занятия немцами Парижа возвращается во Францию, где принимает участие в Движении Сопротивления. В 1943 году переходит на нелегальное положение, скрывается в Шатне-Малабри. В 1945 году, после выставки серии его работ военных лет «Заложники» (Otages), к художнику приходит признание и известность. До 1954 года Ж. Фотрие занимается выпуском репродукций, затем снова начинает рисовать.
Для работ Фотрие характерна глубокая, порой драматическая серьёзность, проистекающая из пережитого и увиденного в годы Второй мировой войны. Ж. Фотрие — участник выставки современного искусства документа 2 в Касселе, (1959).

## Признание
В 1960 году он, совместно с Хансом Хартунгом завоёвывает Большой приз биеннале в Венеции.